# Paralicella similis
Paralicella similis är en kräftdjursart som beskrevs av Yakov Avadievich Birstein och Boris Stepanovich Vinogradov 1960. Paralicella similis ingår i släktet Paralicella och familjen Lysianassidae. Inga underarter finns listade i Catalogue of Life.